# Нургиса Тлендиев (село)
Нургиса Тлендиев (каз. Нұрғиса Тілендиев, до 26.05.2005 года — Шиликемер) — село в Илийском районе Алматинской области Казахстана. Входит в состав Караойского сельского округа. Расположено на реке Большая Алмаатинка примерно в 19 км к северо-западу от Алма-Аты. Код КАТО — 196843300.

## Население
В 1999 году население села составляло 1317 человек (664 мужчины и 653 женщины). По данным переписи 2009 года, в селе проживали 1644 человека (799 мужчин и 845 женщин).

## История
Село Осташкино основано в 1910 г. В 1913 г. в нём насчитывалось 124 двора. Село входило в состав Осташкинской волости Верненского участка Верненского уезда Семиреченской области. Позднее было переименовано и до 2005 года село имело название Шиликемер, а затем снова было переименовано, в честь известного казахского композитора Нургисы Тлендиева, который родился здесь в 1925 году.

### Известные жители
- Джакупбаев, Алай Нуспекович (1927—1976) — кандидат технических наук (1953), лауреат Ленинской премии (1961).